# The Age of Nero
The Age of Nero este cel de-al șaptelea album de studio al formației Satyricon. Este primul album al formației care a fost vândut în peste 15.000 de copii, fiind astfel certificat "aur" în Norvegia.
Părerea generală este că acest album este mai bun decât precedentul, formația reușind să îmbine într-un mod armonios atmosfera întunecată caracteristică black metal-ului cu atractivitatea elementelor rock 'n' roll.
Revista Terrorizer a clasat The Age of Nero pe locul 20 în clasamentul "Cele mai bune 40 de albume ale anului 2008".

## Lista pieselor
1. "Commando" - 04:29
2. "The Wolfpack" - 04:05
3. "Black Crow On A Tombstone" - 03:54
4. "Die By My Hand" - 07:07
5. "My Skin Is Cold" - 05:15
6. "The Sign Of The Trident" - 06:58
7. "Last Man Standing" - 03:40
8. "Den siste" (Ultimul) - 07:24

## Personal
- Satyr - vocal, chitară, sintetizator
- Frost - baterie
- Victor Brandt - chitară bas (sesiune)
- Snorre Ruch - a doua chitară (sesiune)

## Clasament
| Țara     | Poziția |
| -------- | ------- |
| Finlanda | 30      |
| Franța   | 136     |
| Germania | 73      |
| Norvegia | 5       |
| Suedia   | 26      |